# Diócesis de Mutare
La diócesis de Mutare (en latín: Dioecesis Mutaren(sis) y en inglés: Roman Catholic Diocese of Mutare) es una circunscripción eclesiástica latina de la Iglesia católica en Zimbabue, sufragánea de la arquidiócesis de Harare. La diócesis tiene al obispo Paul Horan, O.Carm. como su ordinario desde el 28 de mayo de 2016.

## Territorio y organización
La diócesis tiene 32 202 km² y extiende su jurisdicción sobre los fieles católicos de rito latino residentes en los distritos de Chimanimani, Chipinge, Makoni, Mutare, Mutasa y Nyanga en la provincia de Manicalandia.
La sede de la diócesis se encuentra en la ciudad de Mutare, en donde se halla la Catedral de la Santísima Trinidad.
En 2019 en la diócesis existían 30 parroquias.

## Historia
La prefectura apostólica de Umtali fue erigida el 2 de febrero de 1953 con la bula Apostolicas Praefecturas del papa Pío XII, obteniendo el territorio de los vicariatos apostólicos de Fort Victoria (hoy diócesis de Gweru) y Salisbury (hoy arquidiócesis de Harare). La pastoral y la evangelización fueron encomendadas a los carmelitas irlandeses.
El 15 de febrero de 1957 la prefectura apostólica fue elevada a diócesis con la bula Quod Christus Iesus del papa Pío XII.
El 25 de junio de 1982 tomó su nombre actual.

## Estadísticas
De acuerdo con el Anuario Pontificio 2020 la diócesis tenía a fines de 2019 un total de 252 000 fieles bautizados.
| Año                                                                             | Población            | Población | Población      | Sacerdotes | Sacerdotes    | Sacerdotes    | Bautizados por sacerdote | Diáconos permanentes | Religiosos | Religiosos | Parroquias |
| Año                                                                             | Bautizados católicos | Total     | % de católicos | Total      | Clero secular | Clero regular | Bautizados por sacerdote | Diáconos permanentes | Varones    | Mujeres    | Parroquias |
| ------------------------------------------------------------------------------- | -------------------- | --------- | -------------- | ---------- | ------------- | ------------- | ------------------------ | -------------------- | ---------- | ---------- | ---------- |
| 1970                                                                            | 61 152               | 637 220   | 9.6            | 45         | 4             | 41            | 1358                     |                      | 59         | 92         |            |
| 1980                                                                            | 78 000               | 817 000   | 9.5            | 31         | 8             | 23            | 2516                     |                      | 25         | 71         | 18         |
| 1990                                                                            | 81 000               | 936 000   | 8.7            | 35         | 6             | 29            | 2314                     |                      | 39         | 98         | 19         |
| 1998                                                                            | 117 050              | 1 596 500 | 7.3            | 39         | 8             | 31            | 3001                     | 4                    | 43         | 117        | 21         |
| 2001                                                                            | 119 500              | 1 675 000 | 7.1            | 49         | 13            | 36            | 2438                     |                      | 63         | 128        | 23         |
| 2002                                                                            | 124 058              | 1 985 000 | 6.2            | 54         | 15            | 39            | 2297                     |                      | 65         | 127        | 26         |
| 2003                                                                            | 125 382              | 1 899 724 | 6.6            | 56         | 17            | 39            | 2238                     |                      | 45         | 123        | 26         |
| 2004                                                                            | 128 120              | 1 925 455 | 6.7            | 51         | 15            | 36            | 2512                     |                      | 41         | 112        | 26         |
| 2007                                                                            | 133 000              | 1 954 000 | 6.8            | 44         | 16            | 28            | 3022                     |                      | 33         | 132        | 26         |
| 2013                                                                            | 217 000              | 2 180 000 | 10.0           | 58         | 31            | 27            | 3741                     |                      | 48         | 127        | 29         |
| 2016                                                                            | 231 500              | 2 321 000 | 10.0           | 59         | 36            | 23            | 3923                     |                      | 41         | 129        | 28         |
| 2019                                                                            | 252 000              | 2 523 000 | 10.0           | 65         | 41            | 24            | 3876                     |                      | 45         | 118        | 30         |
| Fuente: Catholic-Hierarchy, que a su vez toma los datos del Anuario Pontificio. |                      |           |                |            |               |               |                          |                      |            |            |            |

## Episcopologio
- Donal Raymond Lamont, O.Carm. † (6 de febrero de 1953-5 de noviembre de 1981 renunció)
- Alexio Churu Muchabaiwa (5 de noviembre de 1981-28 de mayo de 2016 retirado)
- Paul Horan, O.Carm., desde el 28 de mayo de 2016